# Андрофаги (роман)
«Андрофаги» ― художній роман у жанрі психологічний трилер Данила Клочка, опублікований у «Видавництві Старого Лева» у 2022 році.
Дія роману відбувається на Київщині наприкінці 90х. У книзі йдеться про випускника Львівської школи міліції Дениса Чорного, якого направляють працювати слідчим у невелике містечко на Київщині — Холодне Поле. Чорний розслідує серію жорстоких вбивств з однаковим «почерком». Пошук убивці ускладнюється діяльністю неоязичницької секти та кримінальними зв'язками місцевої мафії й міліції.

## Написання
|                 | Робота над текстом „Андрофагів“ почалася десь у другій половині 2019 року. Тоді він іще називався „Голодне поле“. Сама ж ідея зародилася дещо раніше. Наприкінці третього курсу бакалаврату я слухав курс про містичні вчення Сходу. Серед іншого викладач розповідав про шаманів Центральної Азії — здібності та вміння, що їм приписуються. |
| — Данило Клочко | |

|                 | Остаточно задум сформувався під час першого семестру магістратури. Викладач, який читає загальний курс про кам'яну добу, серед іншого розповідав нам про те, що сучасна людина, на відміну від своїх далеких предків, не спроможна в довгостроковій перспективі харчуватися сирим м'ясом. Завдяки цій ремарці жорстокий убивця з містечка Холодне Поле, що на Київщині, втілився остаточно. Окрім того, майбутні археологи на початку своєї магістратури мають прослухати курс присвячений ранньозалізній добі. В рамках цього курсу одного дня ми дісталися доби панування на наших теренах скіфів, про що залишив значні свідчення „батько історії“ Геродот. Оповідав також давній мандрівник і про племена, що населяли колись землі сучасної України. Одне з цих племен давні елліни прозвали андрофагами — тобто людожерами |
| — Данило Клочко | |

## Сюжет
Грудень 1999 року. Старший лейтенант міліції Данило Чорний, разом зі своїм наставником капітаном Юрієм Кравчуком, четвертий місяць намагаються зупинити звірячі вбивства, що кояться у містечку Холодне Поле на Київщині. На них тисне начальник відділку міліції майор Мальцев, а також — кримінальний авторитет Рука, донька якого загинула від лап Звіра.
Слідчі підозрюють у вбивствах лідерів неоязичницької секти — вчителя історії Кравченка та молодого фанатика-харизмата Яродського. Сектанти залякують містян, начебто вбивства коїть Симаргл — земне втілення божественного крилатого пса. З незрозумілих причин мер Лісницький та майор Мальцев зацікавлені у діяльності секти. Справою цікавиться СБУ та відряджає до Холодного Поля свого агента під прикриттям.
Завдяки анонімному дзвінку, Чорному та Кравчуку вдається врятувати сліпу дівчину Риту Смілянську, яку Звір з особистих мотивів залишив живою. Її подругу убивця з'їв, а Маргарита стала «спостерігачкою» трапези. У занедбаній квартирі покійної виховательки сиротинця Оксани Краснової, де відбувся злочин, Рита зауважила присутність ще одного чоловіка, ймовірно Господаря. Потерпіла запам'ятала Господаря завдяки різкому запаху дешевого тютюну. Чорний зближається з Маргаритою — вона нагадує йому кохану Катерину, яку два місяці до того вбив Звір.
У кафе «Чорний кіт» старший лейтенант знайомиться із таємничим київським гостем у шкіряному плащі — Артемом Шухартом. Між ними відбувається філософська суперечка про скасування смертної кари в Україні та чи має право хтось сторонній відбирати у людини життя. Чорний бачить, як новий знайомий сідає в машину до «братків»: Шухарт є давнім знайомим Руки, разом навчалися у сиротинці та воювали в Афганістані. Кримінальний авторитет наймає Артема для пошуку вбивці дочки. Іншого дня Чорний зауважує Шухарта в образі безхатька, який вештається біля сектантів. Пізніше підозрює, що саме Шухарт незаконно проникав у місцевий морг та офіс лідера секти Ігоря Кравченка.
Бібліотекарка Олена Мельник приносить слідчому свіжий запис, що Артем Шухарт брав у бібліотеці книжку «Блукання шаманів» Оксани Краснової — покійної виховательки сиротинця. Краснова була наставницею давніх друзів: Шухарта, Аліси Танської, Лізи Левко, Володимира Гончарука й Руки. Чорний читає книгу і дізнається про давні шаманські практики мандрів між світами, які довелося пізнати другу Краснової під час радянського заслання на Далекий Схід. Пізніше виявляється, що цим очевидцем шаманського культу був Ігор Кравченко, який працював з авторкою у сиротинці. Артем Шухарт однозначно цікавився практиками, описаними у книзі.
Напередодні Міленіуму неоязичники влаштовують за містом ритуальне дійство. Паралельно вбивця у костюмі язичника викрадає з дому Маргариту Смілянську. Дівчина кричить Чорному, який прибуває надто пізно, що впізнала маніяка (за запахом тютюну). Слідчий бореться з нападником, але програє цей бій. Маніяк вирізає Риті невидючі очі і закриває її у холодильній шафі морга. Наступного дня нажахану дівчину знаходить патологоанатом Степан Семенов. Слідчі заарештовують Верховного жреця неоязичників Ігора Кравченка. Проте того жорстоко вбиває у відділку міліції незнайомець переодягнений у адвоката мера Лісницького. Семенов робить розтин лідера сектантів і виявляє у того енцефаліт, що ймовірно спричинив у покійного марення про Симаргла.
Шухарт здає сектанта Кирила Яродського кримінальному авторитету Руці, переконуючи, що той і є Звіром. Як доказ надає вставну металеву щелепу із загостреними тваринячими зубами. Під час тортур виявляється, що язичник не є Звіром, проте є агентом СБУ під прикриттям. Рука вирішує поквитатись із давнім приятелем, але зрештою гине в наслідок хитрого плану Шухарта.
Звір намагається прорватися у місцеву лікарню, полюючи на Риту, яка знову зацікавила його, позбувшись «дефекту». Проте маніяка відлякує пострілами старший слідчий. Кравчук бачить у вікні, що Звір тягне з лікарні когось у білому халаті і здогадується, що монстр вполював молодого лікаря Микиту Климка. 
Понівеченого, проте живого Климка знаходять наступного дня. Він дає Чорному кілька зачіпок і слідчому вдається вистежити та заарештувати Шухарта. Його підозрюють у вбивстві сектанта Кравченка, міліціонерів та каліцтві Рити. Проте Звір — не він. Під час допиту затриманий «грається» з Чорним, натякаючи, що вирахував особу маніяка. Повертаючись із допитів, Артем убиває конвоїра і, перевтілившись у нього, тікає з міста.
На залізничному переїзді знаходять труп агента СБУ Кирила Яродського. Поряд Чорний зауважує металеву щелепу Звіра, яку завбачливо підкинув Шухарт. Слідчий помічає гравіювання з назвою київської стоматології, де було виготовлене знаряддя вбивства. Чорний вирушає у Київ, де й дізнається, хто ховається за маскою Звіра. Денис не встигає зрозуміти, що Звір є жертвою багаторічних катувань та нелюдських експериментів з боку свого Господаря. Слідчий знаходить Звіра і в сутичці безжально вбиває його. Тим самим програє суперечку із Шухартом про право стороннього посягати на життя людини.

## Персонажі
- Денис Чорний — старший лейтенант міліції, слідчий
- Юрій Кравчук — капітан міліції, старший слідчий
- «Звір» — вбивця, що поїдає своїх жертв
- «Господар» — власник і керівник Звіра
- Майор «Малюта» Мальцев — начальник відділення міліції
- Кирило Яродський — лідер неоязичницької секти
- Ігор Кравченко — верховний жрець неоязичницької секти, вчитель історії та географії у школі, колишній директор сиротинця Холодного Поля
- Лісницький — мер Холодного Поля
- Сергій «Рука» Бездомний — кримінальний авторитет, «афганець», випускник сиротинця Холодного Поля
- Артем «Лис» Шухарт — «афганець», військовий побратим Руки, випускник сиротинця Холодного Поля
- Аліса Танська — вчителька німецької мови та художнього мистецтва у школі, випускниця сиротинця Холодного Поля
- Володимир Гончарук — київський стоматолог, випускник сиротинця Холодного Поля
- Ліза Левко — співвласниця бару «Чорний кіт», випускниця сиротинця Холодного Поля
- Костя Левко — бармен у «Чорному Коті», водій «Руки», чоловік Лізи
- Ілля Котов — вчитель літератури в школі Холодного Поля
- Микита Климко — лікар, підозрюваний
- Степан Семенов — патологоанатом
- Рита Смілянська — потерпіла від лап Звіра сліпа дівчина
- Олена Мельник — бібліотекарка, працівниця архіву Холодного Поля
- Оксана Краснова — вихователька сиротинця, авторка книжки «Блукання шаманів»
- Катерина — наречена Чорного, жертва Звіра